# Armstrong Siddeley Jaguar
Armstrong Siddeley Jaguar byl letecký motor vyvíjený mezi lety 1917–1923 u firem Royal Aircraft Factory a (později) u Siddeley-Deasy (jejím nástupcem se stala fa Armstrong Siddeley Motors Ltd.). Byl to vzduchem chlazený dvouhvězdicový čtrnáctiválcový motor.
Verze Jaguar I, II a Jaguar III byly zavedeny do výroby v roce 1923, v roce 1925 následovala verze Jaguar IV a v roce 1927 Jaguar VI (teprve o rok později následovala verze Jaguar V).
Jaguar III o výkonu 385 hp poháněl např. typ Gloster Grebe I, Armstrong Whitworth Wolf či Martinsyde A.D.C.1.; Jaguar VIII z roku 1928 poháněl letouny Armstrong Whitworth Siskin IIIB, Gloster Gnatsnapper II a Westland Wapiti.

## Technická data (385 hp Jaguar IV)
- Typ: čtyřdobý zážehový vzduchem chlazený dvouhvězdicový letecký čtrnáctiválec
- Vrtání válce: 5,00 in (127 mm)
- Zdvih pístu: 5,50 in (139,7 mm)
- Celková plocha pístů: 1773,47 cm²
- Zdvihový objem motoru: 1511,9 cu.in. (24 775 cm³)
- Kompresní poměr: 5,0
- Průměr motoru: 1158 mm
- Délka motoru: 1226 mm
- Rozvod: OHV (řízený vačkovým kotoučem), dvouventilový (s jedním sacím a jedním výfukovým ventilem na válec)
- Mazání: tlakové, se suchou klikovou skříní
- Předepsané palivo: neetylizovaný letecký benzín podle britské normy DTD 134
- Hmotnost suchého motoru (tj. bez provozních náplní): 356,5 kg

- Výkony:
  - vzletový: 385 hp (287 kW) při 1700 ot/min
  - maximální: 420 hp (313 kW) při 1870 ot/min ve výšce 610 m

## Technická data (Jaguar VIII)
- Typ: čtyřdobý zážehový vzduchem chlazený dvouhvězdicový letecký čtrnáctiválec, vybavený odstředivým kompresorem a reduktorem
- Vrtání válce: 5,00 in (127 mm)
- Zdvih pístu: 5,50 in (139,7 mm)
- Zdvihový objem motoru: 1511,9 cu.in. (24 775 cm³)
- Kompresní poměr: 5,0
- Průměr motoru: 1158 mm
- Délka motoru: 1494 mm
- Převod reduktoru: 1,52
- Rozvod: OHV (řízený vačkovým kotoučem), dvouventilový (s jedním sacím a jedním výfukovým ventilem na válec)
- Mazání: tlakové, se suchou klikovou skříní
- Hmotnost suchého motoru (tj. bez provozních náplní): 434,5 kg

- Výkony:
  - vzletový: 370 hp (276 kW) při 2000 ot/min
  - maximální: 455 hp (339 kW) při 2200 ot/min ve výšce 4572 m